# Libro de estilo de la lengua española
El Libro de estilo de la lengua española según la norma panhispánica es un libro de estilo publicado por la Real Academia Española (RAE) y la ASALE, cuyo objetivo principal es proporcionar un conjunto de recomendaciones y pautas para el uso correcto del español en diversos ámbitos, como textos escritos, medios audiovisuales y comunicación digital. Esta obra aborda tanto aspectos gramaticales como léxicos y ortotipográficos del idioma. En esta se tratan temas polémicos como el lenguaje inclusivo.

## Contenido lengua. Española
La obra está dividida en diferentes secciones que tratan temas específicos relacionados con el uso adecuado del español:
- Ortografía: Incluye las reglas básicas para escribir correctamente palabras y signos diacríticos.
- Gramática: Aborda los principales elementos gramaticales, como sustantivos, adjetivos, verbos y pronombres.
- Pronunciación y elocución: Incluye la pronunciación de los fonemas.
- Redacción: Ofrece consejos sobre cómo estructurar oraciones y párrafos coherentes y claros.
- Puntuación: Expone las reglas básicas sobre el uso correcto de los signos de puntuación en español.
- Ortotipografía: Describe convenciones ortotipográficas comunes aplicables al texto escrito en medios digitales e Internet.

## Propósito
El propósito principal del Libro de estilo es servir como referencia a aquellos que deseen mejorar su dominio del idioma español y su habilidad para comunicarse de manera efectiva en diferentes contextos. Al ofrecer una guía práctica y completa, la RAE busca promover el uso adecuado del español entre hablantes nativos y no nativos.
Este libro también tiene como objetivo mantener la unidad lingüística a lo largo del mundo hispanohablante, al proporcionar directrices claras sobre aspectos específicos de la lengua que pueden variar dependiendo de factores geográficos o culturales.

## Importancia
La publicación del Libro de estilo es un hito importante en los esfuerzos por preservar y difundir el conocimiento acerca del idioma español. Además, este manual puede ser útil para profesionales dedicados a tareas relacionadas con el lenguaje escrito o hablado (redactores, periodistas, traductores), así como estudiantes e interesados en mejorar sus habilidades comunicativas en esta lengua.